# Œdicnème criard
Burhinus oedicnemus
Espèce
Statut de conservation UICN

 LC  : Préoccupation mineure
Répartition géographique
- habitat permanent
- zones d'hivernage
- habitat d'été, hivernage dans les deux autres zones

L'Œdicnème criard (Burhinus oedicnemus) ou œdicnème eurasien, est une espèce d'oiseaux appartenant à la famille des Burhinidae (œdicnèmes). Cet oiseau limicole est également appelé « courlis de terre » car son cri ressemble à celui des courlis. Il est semi-nocturne et donc souvent difficile à repérer de jour. Il est très bruyant en été, surtout de nuit, faisant entendre de longs sifflements.

## Description

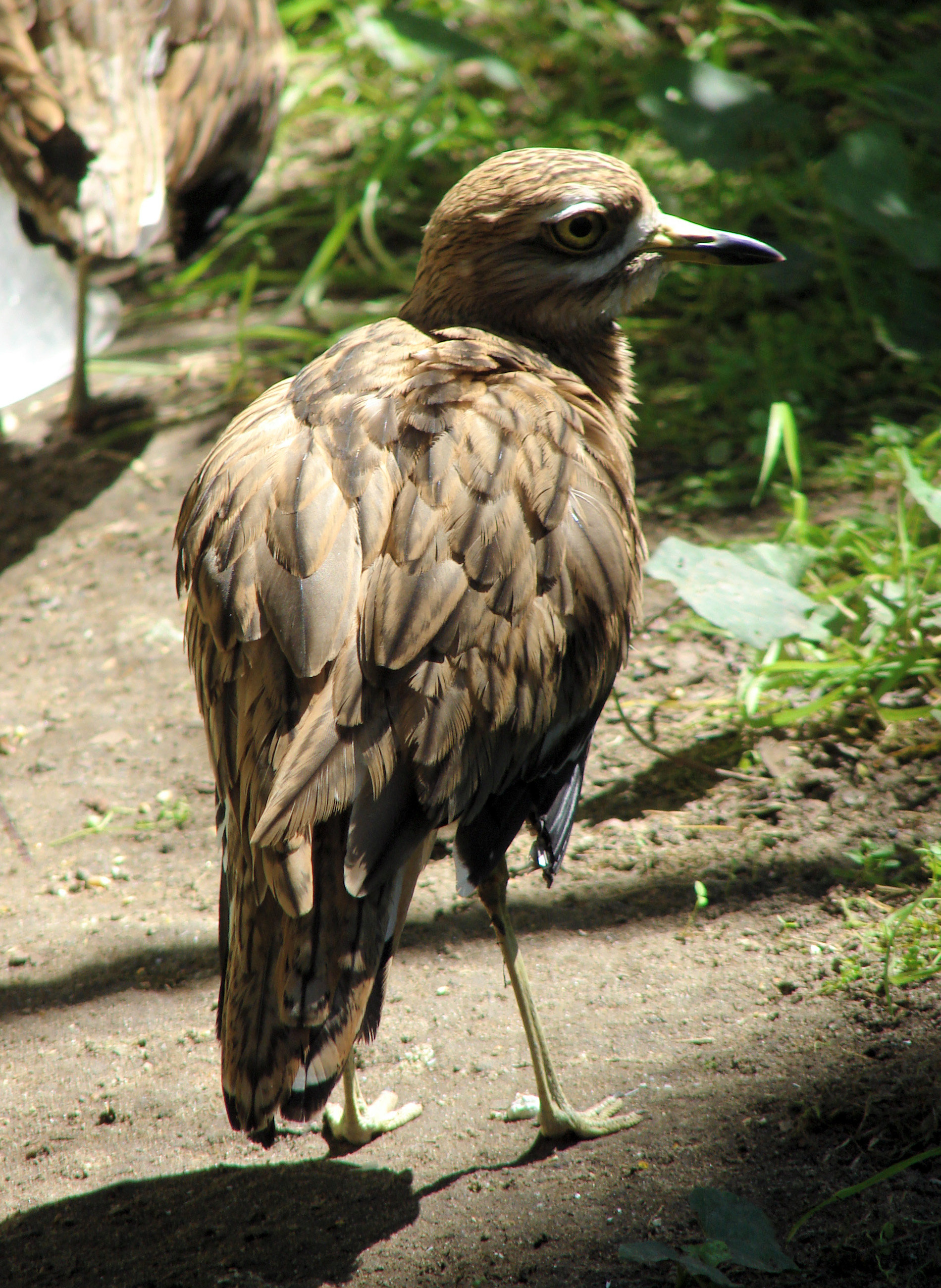
Œdicnème criard

L'œdicnème criard est de taille moyenne avec un bec robuste jaune à la base et noir à la pointe, de grands yeux jaunes (qui lui donnent un air reptilien, ou une apparence étonnée) et un plumage brun clair comportant des stries noires sur le dos qui lui permet de se dissimuler.
Son nom scientifique renvoie aux articulations proéminentes de ses longues pattes, jaunes ou verdâtres. Il est facilement reconnaissable pendant son vol, avec ses taches noires et ses deux barres blanches sur les ailes ainsi que sa poitrine crème et striée de brun-noir.

### Caractéristiques
- Longueur : 40 - 45 cm
- Envergure : 77 - 85 cm
- Poids : 370 - 450 g
- Longévité : 16 ans

## Habitat et répartition
Bien qu'il soit classé comme limicole, il a une préférence pour les habitats secs, caillouteux, ensoleillés et ouverts comportant un peu de terre nue.
L'œdicnème criard se rencontre partout en Europe, en Afrique du Nord et en Asie de l'Ouest. Il migre pour l'été dans les régions européennes et asiatiques plus tempérées de son habitat et hiverne en Afrique.
Il est surtout nocturne, particulièrement quand il chante ses airs plaintifs et profonds, qui lui sont caractéristiques. En Égypte, la nuit, on entend souvent la mélodie de son cri, bien que l'on ne le voie presque jamais. Son chant est évoqué dans la poésie, les chansons et les films. Il reste figé de longs moments, debout ou tapi, avant de progresser en trottinant.

## Nourriture
Le courlis de terre a un régime très varié : Il se nourrit d'invertébrés (tels que des sauterelles, des criquets, des forficules, des mouches, des chenilles, des coléoptères, des limaces ou des escargots), mais il attrape aussi des batraciens, des rongeurs, des lézards ou encore des œufs.

## Reproduction

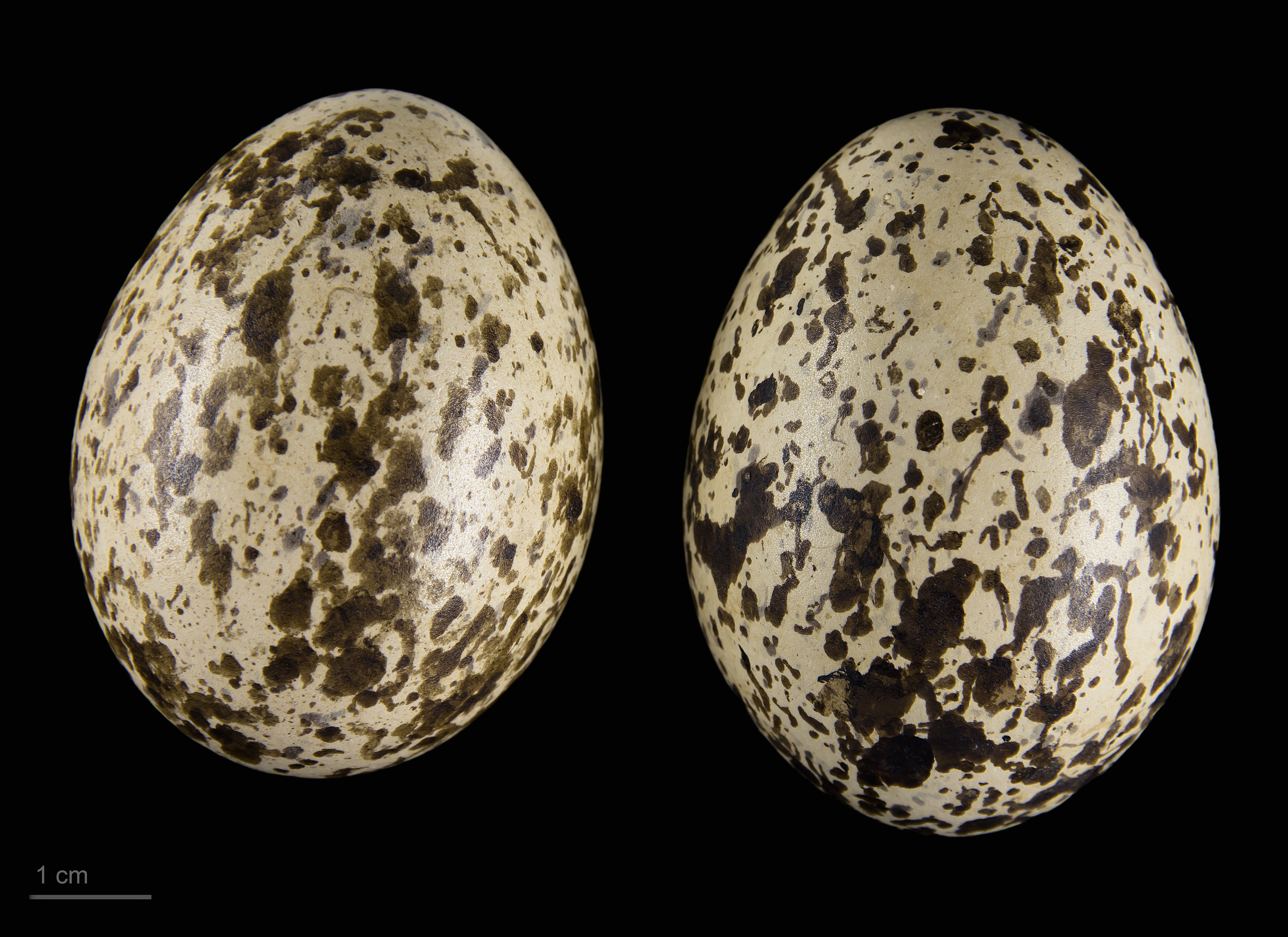
Œufs de Burhinus oedicnemus oedicnemus - Muséum de Toulouse

Les couples s'associent dès le printemps, après des parades nuptiales durant lesquelles les mâles se penchent jusqu'à toucher le sol du bec, la queue levée et déployée, et en criant bruyamment.
Le nid est réalisé à même le sol, et ressemble à une petite cuvette en terrain dégagé permettant de repérer prédateurs et intrus. La femelle y pond 2 ou 3 œufs tachetés, vers avril-mai. Le mâle et la femelle se relaient pour la couvaison, qui dure 25 à 27 jours, et l'alternance se fait de plus en plus fréquemment (tous les quarts d'heure à l'approche de l'éclosion).
Après l'éclosion, les parents s'occupent de leurs oisillons durant six semaines environ. Si un danger est repéré, l'adulte peut essayer de se camoufler (son plumage l'y aide), mais il peut aussi feindre une blessure, en se déplaçant en sautillant, comme maladroitement, afin de détourner l'attention de l'éventuel prédateur.
En juillet-août, lorsque les petits sont capables de voler, certains couples font une seconde nichée.

## Galerie

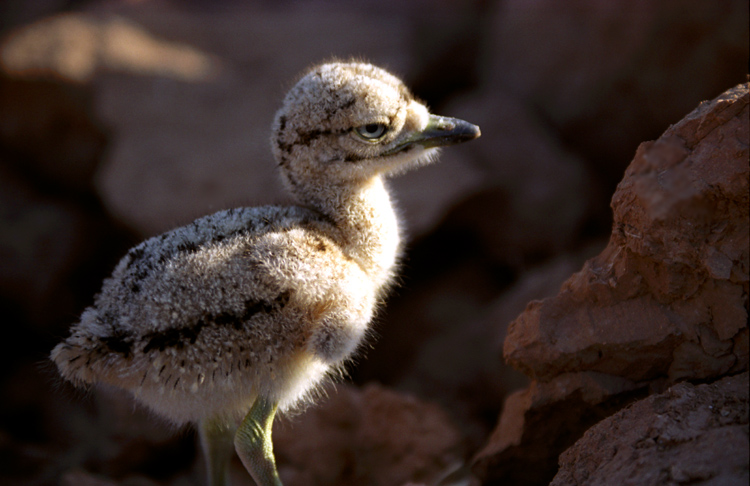
Oisillon
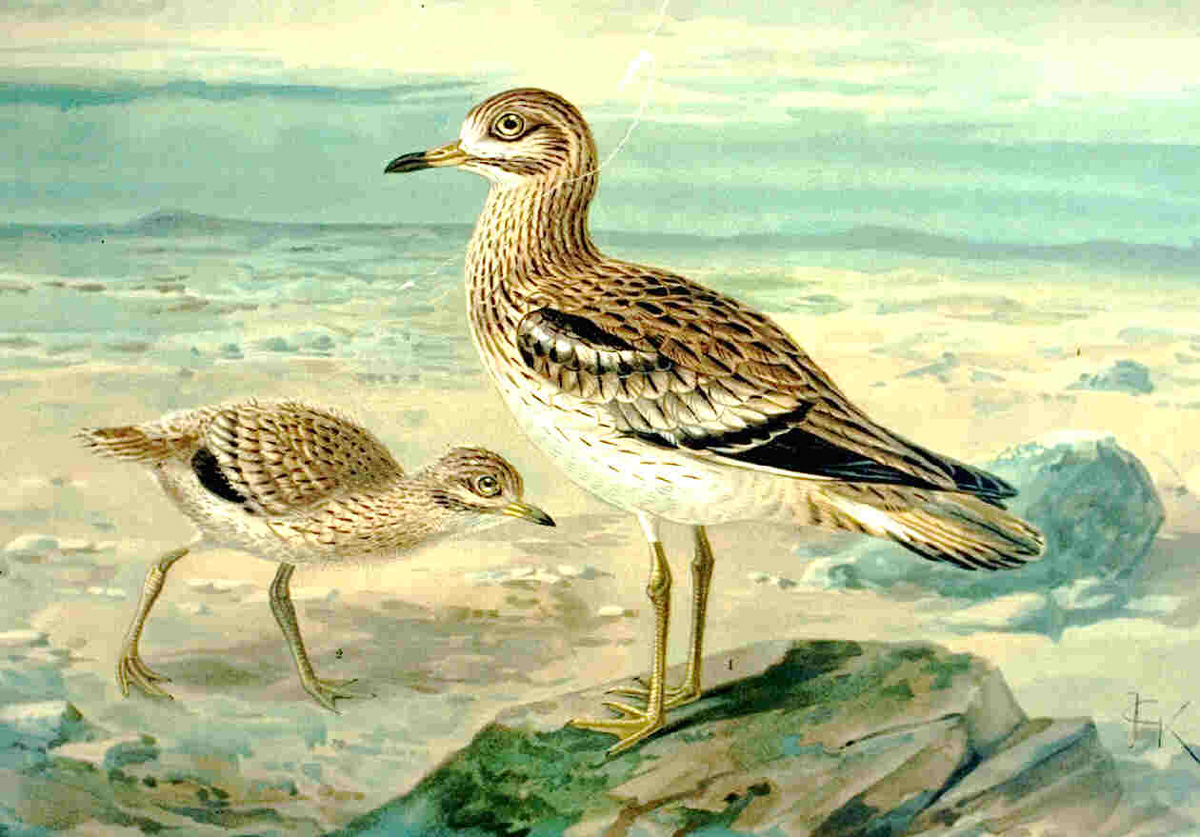
Couple de courlis de terre

## Sous-espèces
D'après la classification de référence (version 14.1, 2024) de l'Union internationale des ornithologues, l'Œdicnème criard possède 5 sous-espèces (ordre philogénique) :
- Burhinus oedicnemus oedicnemus (Linnaeus) 1758 : de l'Europe de l'Ouest jusqu'à la Volga ;
- Burhinus oedicnemus distinctus (Bannerman) 1914 : Ouest des îles Canaries ;
- Burhinus oedicnemus insularum (Sassi) 1908 : Est des îles Canaries ;
- Burhinus oedicnemus saharae (Reichenow) 1894 : de la Mauritanie à l'Iran en passant par le Maghreb, Malte, Chypre, la Turquie et l'Irak ;
- Burhinus oedicnemus harterti Vaurie 1963 : du delta de la Volga jusqu'au Pakistan et à l'Ouest de la Chine en passant par le Kazakhstan.

Trois autres sous-espèces ont un temps été reconnues par Howard and Moore (2nd edition, 1991), mais ce n'est plus le cas désormais. il s'agissait de Burhinus oedicnemus astutus, Burhinus oedicnemus jordansi et Burhinus oedicnemus theresae.
Une autre sous-espèce (Burhinus oedicnemus indicus) est désormais considérée comme une espèce à part entière l'Œdicnème indien (Burhinus indicus).

## Statut
La sous-espèce Burhinus oedicnemus insularum, endémique des Canaries, est en voie d'extinction à la suite des prélèvements massifs de ses œufs, de l'urbanisation de ses habitats et des pesticides ingérés par les insectes dont elle se nourrit.